# Neil Armstrong

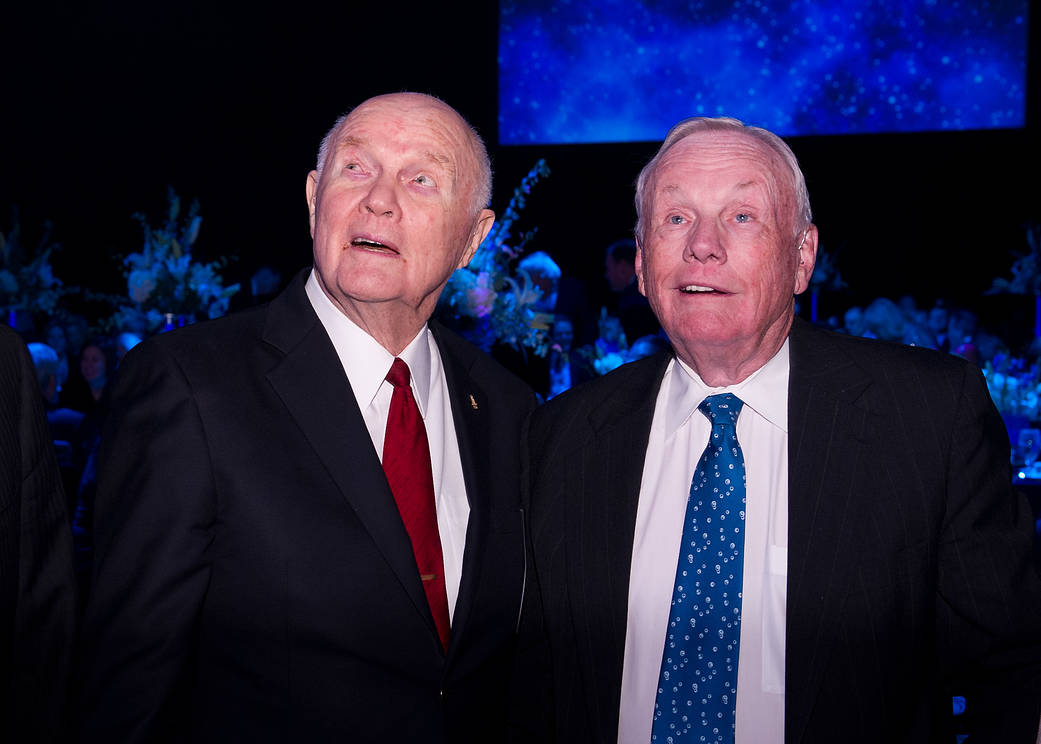
John Glenn (z lewej) i Neil Armstrong w lutym 2012

Autograf astronauty

Neil Alden Armstrong (ur. 5 sierpnia 1930 w Wapakoneta, zm. 25 sierpnia 2012 w Cincinnati) – amerykański astronauta, dowódca misji Apollo 11. 21 lipca 1969 (według czasu UTC) jako pierwszy człowiek stanął na Księżycu. Wypowiedział słynne zdanie: „To jest mały krok dla człowieka, ale wielki skok dla ludzkości”ⓘ.

## Życiorys
Urodził się 5 sierpnia 1930 na farmie w stanie Ohio. Był najstarszym z trojga dzieci Stephena i Violi Armstrongów. Miał siostrę June (ur. 6 czerwca 1933) i brata Deana (ur. 22 lutego 1935). Matka Neila nie pracowała. Zajmowała się domem, a w niedzielę uczyła religii w szkółce niedzielnej. Ojciec był urzędnikiem stanu Ohio. Jego praca zmuszała rodzinę do częstych przeprowadzek. Zanim Neil skończył trzynaście lat Armstrongowie przeprowadzili się szesnaście razy. W młodości był skautem w Boy Scouts of America, gdzie osiągnął najwyższy stopień Eagle Scout.
Od dziesiątego roku życia pracował zarobkowo. Młody Armstrong pobierał lekcje muzyki, pasjonował się także lotnictwem. W szkole średniej rozpoczął naukę pilotażu. Uprawnienia pilota zdobył w wieku 16 lat (na drugi dzień po ukończeniu 16 lat). Wcześniej latał niż prowadził samochód. Rozpoczął naukę na Purdue University, gdzie studiowali również astronauci Virgil Grissom i Eugene Cernan. Po dwóch latach na uniwersytecie musiał odsłużyć trzy lata w United States Navy. To tam został pilotem. Skierowany został do wojskowej bazy lotniczej w Pensacola na Florydzie. W sierpniu 1950 roku ukończył szkolenie i został licencjonowanym pilotem marynarki Stanów Zjednoczonych. Wybuchła wojna koreańska i jako pilot został wysłany do Korei, gdzie wykonał 78 lotów bojowych. W Korei został przydzielony do 51. Dywizjonu Myśliwskiego. Był jednym z najmłodszych pilotów. Podczas jednej z misji jego samolot, Grumman F9F Panther, został zestrzelony nad Wŏnsanem. Armstrong uratował się skacząc ze spadochronem. Po dwóch dniach dotarł na lotniskowiec USS Essex, na którym stacjonował. Wróciwszy na uniwersytet ukończył studia inżynierskie (licencjat z inżynierii lotniczej – 1955). 28 stycznia 1956 roku poślubił Janet Shearon (ur. 23 marca 1934, zmarła 21 czerwca 2018). Miał trójkę dzieci - dwóch synów, Marka (ur. 8 kwietnia 1963) i Erica (ur. 30 czerwca 1957) oraz córkę Karen (ur. 13 kwietnia 1959; zmarła 28 stycznia 1962 roku). Małżeństwo z Janet zakończyło się rozwodem w 1994 roku. W 1999 poślubił młodszą o 15 lat Carol Knight. To na jej ręce podczas pogrzebu złożono amerykańską flagę.
Po uzyskaniu dyplomu przeniósł się do Kalifornii, gdzie National Advisory Committee for Aeronautics (NACA) zaangażowała go jako pilota doświadczalnego (Levis Flight Propulsion Laboratory). Jednocześnie podjął dalsze studia na University of Southern California. Pracując w NACA, a następnie w NASA, przeprowadzał próby doświadczalne z wieloma samolotami o napędzie odrzutowym i rakietowym, w tym North American F-100 Super Sabre, Convair F-102 Delta Dagger, Lockheed F-104 Starfighter, Boeing B-47 Stratojet, Bell X-1 oraz North American X-15. Jako jeden z dwunastu pilotów wykonał siedem lotów w programie X-15, osiągając wysokość 63 246 m (207 500 stóp). Podczas ostatniego lotu na X-15, Armstrong rozwinął prędkość 1,6 km/sek i osiągnął wysokość 32 km, a następnie wyłączył automatyczny układ ustateczniający i posługując się tylko ręcznymi sterami sprowadził samolot na ziemię. Jako pilot doświadczalny NASA latał w Ośrodku Lotów Doświadczalnych Edwards w Kalifornii (Flight Research Center).
W 1962 roku Amerykański Instytut Aeronautyki i Astronautyki przyznał mu nagrodę im. Octave'a Chanute'a, a w 1966 – Astronautics Award. Otrzymał również NASA Exceptional Service Medal i nagrodę im. Johna J. Montgomery’ego.

## Kariera astronauty
17 września 1962 roku został przyjęty do zespołu astronautów. Wraz z Armstrongiem do drugiej grupy NASA zostali przyjęci: Frank Borman, Charles Conrad Jr., James A. Lovell Jr., James A. McDivitt, Elliott M. See Jr., Thomas P. Stafford, Edward Higgins. White II i John W. Young. Miał wylatane 2400 godzin w powietrzu, z czego około 900 w odrzutowcach. Był jedynym z dziewiątki, który latał w samolocie z silnikiem rakietowym. W programie Gemini pracował nad udoskonalaniem pojazdów treningowych, symulujących lot kosmiczny i lądowanie na Księżycu. Był rezerwowym pilotem dowodzącym w misji Gemini 5, pilotem dowodzącym wyprawy Gemini 8, podczas której po raz pierwszy w dziejach astronautyki połączono na orbicie dwa pojazdy - manewr, który zapewnił człowiekowi bezpieczny powrót z Księżyca, rezerwowym pilotem dowodzącym w Gemini 11, rezerwowym dowódcą w misji Apollo 8, a przede wszystkim dowódcą Apollo 11 i pierwszym człowiekiem stąpającym po Księżycu (21 lipca 1969 o 2:56 UTC).
Był zastępcą administratora do spraw aeronautyki przy NASA od lipca 1970 do sierpnia 1971, gdy złożył rezygnację w celu pozostania profesorem inżynierii aeronautycznej na Uniwersytecie Cincinnati. Był członkiem Narodowej Komisji do Spraw Przestrzeni (National Commission on Space) od 1985 do 1986 roku, oraz Prezydenckiej Komisji Badającej Przyczyny Katastrofy Wahadłowca Challenger w 1986 roku.

Na pytanie, czy człowiek powinien wylądować na Księżycu, odpowiedział: 

Zrezygnowanie z podróży na Księżyc można porównać do sytuacji Kolumba, gdyby zbliżywszy się do wybrzeży Nowego Świata na odległość 80 kilometrów zawrócił do Europy z meldunkiem dla królowej Izabeli.

Odznaczony m.in. Prezydenckim Medalem Wolności, Medalem Lotniczym, Congressional Space Medal of Honor, Congressional Gold Medal oraz NASA Distinguished Service Medal. Posiadał złotą odznakę Fédération Aéronautique Internationale (FAI). Był członkiem Stowarzyszenia Pilotów Doświadczalnych, Amerykańskiego Instytutu Aeronautyki i Astronautyki, a także Amerykańskiego Stowarzyszenia Szybowcowego.
Zmarł 25 sierpnia 2012 w Cincinnati wskutek komplikacji wynikłych po operacji serca, której poddał się kilkanaście dni wcześniej – 7 sierpnia. Urna z jego prochami spoczęła na dnie Atlantyku, zgodnie z ostatnią wolą astronauty. Jego ostatnim publicznym wystąpieniem była przemowa na gali z okazji otwarcia Teleskopu Lowell Discovery.
Stowarzyszenie Uczestników Lotów Kosmicznych (Association of Space Explorers) przyznało mu pośmiertnie Universal Astronaut Insignia za lot orbitalny (nr 24).